# Zissiermanowskij
Zissiermanowskij (ros. Зиссермановский) – chutor w Rosji, w Kraju Krasnodarskim, w rejonie tbiliskim. W 2021 liczył 297 mieszkańców.